# ランナバウト (ボート)
ランナバウト（RUNABOUT）とは、走ることを楽しむのが前提の小型ボートの総称。
■ランナバウト
小型（20フィート前後を中心に14F～最大30F程度）の4～5人乗りのモーターボート、沿海限定が多い。
湖や湾内など、静水の使用に適しており、波が高い状況の中では高速を維持する事は難しい。
小型で喫水が低いので、水面が近く、海上を抵抗が少なく、跳ねるように滑走するのに向いている。
キャビンはオープンデッキタイプで、ダイレクトに風圧を感じることが出来る。
艇体が軽量で、推進機は艇体に比較して高馬力の船外機やインボード、インアウトのエンジンを搭載することが多い。
中にはPWCのように、ウオータージェットを搭載するタイプもある。
オートバイのように、ハンドルを切ると船体の傾きをダイレクトに感じることができる。
スピード感と走りそのものを楽しむベーシックスタイルのパワーボートである。
代表例はイタリアのRIVAの戦前の名艇などがある。
メーカー・市場は米国が圧倒的、他には豪州、欧州が多いが、国産の安価な入門艇にも幾つか存在する。
具体的には
- 米シーレイ・・バウライダーやサンデッキ（ウイークエンダーやサンダンサーはエクスプレスタイプ）
- 米ベイライナー・・カプリバウライダー、
- 米リーガル
- 米スタークラフト
- 米マクサム・・・SR、スポーツデッキ
- 米チェックメイト・・・コンビンサー
- 米グラストロン
- 米シャパラル
- 豪ヘインズ・・・シグニチャー
- 加ボンバルディエ・・・チャレンジャー
- 日ヤマハ・・SRV/エキサイター/AG

スピード性能がウリで、フィッシングボートの平均的なスピードが24～28ノット程度であるのに対し、
ランナバウトには30～40ノット、あるいはそれ以上の高速パフォーマンスを持っているものも少なくない。
ウエイクボードの専用トーイングボートを見かけるが、これもランナバウトの派生タイプである。
モーターボートの分類として
- ランナバウト
- ファミリークルーザー(20-30F程度、クローズドデッキ、FBがある場合あり)、
- フィッシングクルーザー(20-30F程度、ウオークアラウンドタイプ、デッキ周辺を歩いて作業ができるように船底まで繰り抜いてある)
- タグボートタイプ（外観をタグボートに似せた排水量型、25～30F程度に多い、最大速度10～20ノット程度）
- パイロットハウス（操縦用のパイロットハウスと呼ばれるキャビンがあり、通常２F建てになっている）
- エクスプレス(24F～40F程度、大型で喫水が高いタイプのオープンデッキのクルーザー）
- モーターセイラー（25F～40F程度、ヨットとパワーボートの混合）
- セダン（28F～50F程度、フライブリッジ（FB)を搭載した通常の中型、大型クルーザー）、
- スポーツフィッシャー（30F～50F程度、クルーザー派生の大型フィッシングクルーザー）
- パワーボート（30F～50F程度、30-40ノット程度と高速で走るモーターボート）
- トローラー（30F～50F程度の排水量型、大型のキャビンを備え、洋上に別荘を浮かべているイメージ、最大速度10～20ノット程度）
- モーターヨット（50～80F程度の大型クルーザー）

## 競艇
競艇（ボートレース）でも、かつてはランナバウトによるレースが行われていた。ただし競技の性質上一人乗りであるなど、一般的なランナバウトとは異なる。
2025年現在競艇で使われるハイドロプレーン型ボート（以下「ハイドロ」）と比べると、体重を内に傾けることで急旋回が可能な一方、操縦の難易度が高いという側面がある。また複数種類のボートを管理する手間の問題もあり、1970年代ごろから多くの競艇場がハイドロへボートを統一するようになり、最後まで残った芦屋競艇場も1993年2月の「ランナー王座決定戦競走」を最後にボートをハイドロに一本化し、ランナバウトによるレースは消滅した。
以後、各競艇場やボートレーサー養成所に保存されているボートを使用したデモ走行などが不定期に行われていたが、船体の劣化が進み航走に耐えられる状態のボートが減少していることに加え、ランナバウトの航走経験のある選手が高齢化していることもあり、2025年現在はデモ走行もほとんど行われなくなっている。